# Nawal Mansouri
Pour les articles homonymes, voir Mansouri.
Nawal Mansouri, née le 1er août 1985 à Béjaïa, est une joueuse algérienne de volley-ball. Elle mesure 1,74m et joue libero,,.

## Club
club actuel :  NCBéjaïa
 club précédent :  GSP Alger
 club précédent :  GS Chlef
 club précédent :  NC Béjaïa

## Palmarès
- Championnat du monde des moins de 20 ans
  - 13e en 2003 ( Thaïlande)

- Jeux Olympiques [4]
  - 11e Pékin 2008 ( Chine)
  - 11e Londres 2012 ( Royaume-Uni)

- Championnat du monde
  - 21e en 2010 ( Japon)

- Championnat d'Afrique
  -  Vainqueur en 2009 ( Algérie)
  -  Finaliste en 2015 ( Kenya)
  -  Finaliste en 2007 ( Kenya)

- Jeux africains
  -  Vainqueur en 2007 ( Algérie)

## Distinctions individuelles
- Meilleure réceptionneuse du Championnat d'Afrique  2007

- Meilleure libero du Championnat d'Afrique 2009